# Mary Cadorette
Mary Cadorette (East Hartford, 31 maart 1957) is een Amerikaanse voormalige actrice.

## Biografie
Cadorette werd geboren in East Hartford (Connecticut) op 31 maart 1957. Ze begon met danslessen toen ze vijf jaar oud was en deed later mee aan danswedstrijden. Ze nam deel aan de Miss America-verkiezing van 1976 als "Miss Connecticut". In 1979 behaalde ze haar diploma in Dramatic Arts and Theater aan de Universiteit van Connecticut. In 1981 deed ze reclamespots.
Ze kende haar doorbraak in 1984 toen ze geselecteerd werd uit meer dan 500 kandidaten voor een hoofdrol naast John Ritter in de Amerikaanse sitcom Three's a Crowd, een spin-off van de succesvolle sitcom Three's Company. Haar personage van stewardess Vicky Bradford, de nieuwe vriendin van Jack Tripper, werd geïntroduceerd in de laatste afleveringen van Three's Company. De spin-off werd echter al na één seizoen afgevoerd.
In de tweede helft van de jaren 80 speelde ze voornamelijk gastrollen in diverse televisieseries, waaronder The Love Boat, The Colbys, Murphy Brown, Matlock en Who's the Boss?. In de jaren 90 had ze naast gastrollen in televisieseries ook enkele kleine bijrollen in televisiefilms.
In 1999 verhuisde ze van Californië terug naar Connecticut om voor haar moeder te zorgen die een beroerte had gekregen en acht jaar later overleed. Zij richtte er samen met twee jeugdvriendinnen "The Chapeau Rouge Dance Project" op om voormalige en oudere dansstudenten aan te moedigen opnieuw danslessen te volgen. Ze geeft les aan de Greater Hartford Academy of the Arts in Hartford en baat er ook een antiekwinkel uit.
Cadorette is drie keer getrouwd. Haar eerste huwelijk uit 1982 met Michael Eisen eindigde in een scheiding. Met haar tweede echtgenoot William David Harris bleef ze getrouwd tot zijn dood in 2010. Op 1 november 2015 trouwde ze met haar jeugdliefde Michael Daly, ze noemt zich nu Mary Cadorette-Daly.